# آیزول
شهر آیزول (به انگلیسی: Aizawl) (English:  ‎/aɪˈzɔːl/‎; Mizo: [ˈʌɪ̯. ˈzɔ:l] ()) با جمعیت ۲۹۵٫۸۶۴ نفر در ایالت میزورام در کشور هند واقع شده‌است.